# جورج روبن
جورج روبن (بالفرنسية: Jorj Robin)‏ هو نحات فرنسي، ولد في 1904 في نانت في فرنسا، وتوفي في 1928 بسبب سل.